# Lupao
Lupao est une localité de la province de Nueva Ecija, aux Philippines. En 2015, elle compte 43 788 habitants.